# フロリダ海流

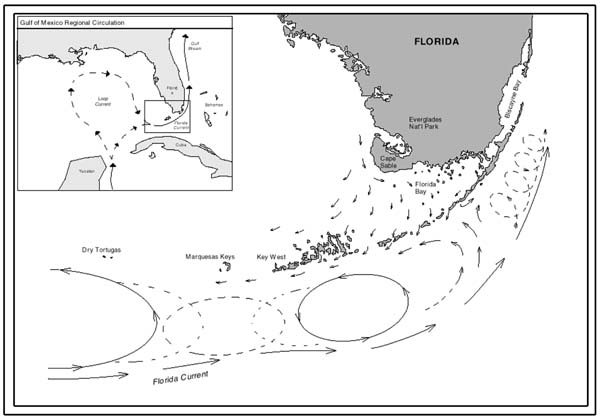

フロリダ海流（フロリダかいりゅう、英: Florida Current）とはユカタン海峡からフロリダ海峡を経て、アメリカ東南岸の陸棚崖に沿って北上し、ハッテラス岬東沖から陸岸を離れるまでの海流をいう。フロリダ海流の最狭部は80km、最深約800mに過ぎないので最大流速は4ノットにも達する。フロリダ側には冷たく重い海水が、キューバ側には暖かく軽い海水が存在し、キューバ側の平均海面のほうがおよそ45cm高い。フロリダ海峡における流量は毎秒約2600万トンであるが、海峡より下流では、バハマ諸島北方でアンティル海流やサルガッソ海からの海水が合流するので、下流ほど流量が増加しハッテラス岬沖では5500万トンに達する。この海流は古くから多数の調査が行われていたので比較的よく知られた海流である。この海流には半日周期の潮汐に関連した短期変動から大きな季節的変化、ならびに長年の変動があることもわかっている。海流の強さは一定ではなく、予想外に大きな変動が比較的短期間に起こる。平均流量は毎秒2600万トンだが、最大は3900万トン、最小は1500万トンで、その差が平均流量と同程度であり、それが12月と1月の一か月の間に起こっていることは注目に値する。